# بوبلینگن (ناحیه)
بوبلینگن (به آلمانی: Landkreis Böblingen) یک ناحیه در آلمان است که در اشتوتگارت واقع شده‌است. بوبلینگن ۳۷۰٬۳۹۲ نفر جمعیت دارد.